# Веролануова
Веролануо̀ва (на италиански: Verolanuova, на източноломбардски: Verölanöa, Верьоланьоа) е градче и община в Северна Италия, провинция Бреша, регион Ломбардия. Разположено е на 64 m надморска височина. Населението на общината е 8200 души (към 2013 г.).